# Regering-Van Acker I
De regering-Van Acker I (12 februari 1945 – 2 augustus 1945) was een Belgische regering. Het was een regering van nationale eenheid die bestond uit het Katholieke Blok (73 zetels), de BSP/PSB (64 zetels), de Liberale Partij (33 zetels), en de KPB/PCB (9 zetels).
In tegenstelling tot de naoorlogse regering-Pierlot, de eerste Belgische regering na de Tweede Wereldoorlog, was deze regering voor het grootste deel samengesteld uit mensen die tijdens de oorlog in België waren gebleven, onder meer een aantal verzetsleden. Enkel Paul-Henri Spaak zat in Londen tijdens de oorlog.
Ze volgde de regering-Pierlot VI op en werd opgevolgd door de regering-Van Acker II, nadat de Katholieke Partij uit de regering was gestapt door de koningskwestie.

## Vorming

Premier Hubert Pierlot (KB)

In september 1944 werd Brussel bevrijd. Op dat moment wilde premier Hubert Pierlot, uitgeput na zijn Londense jaren, zijn taak doorgeven aan iemand anders, maar hij begreep al snel dat hij zou moeten aanblijven tot de situatie in België was genormaliseerd. Dat gebeurde in februari 1945, toen het land volledig werd bevrijd.
Op 7 februari kondigde Pierlot het collectieve ontslag van zijn regering aan zonder te wachten op een parlementaire stemming. Enkele dagen eerder had hij nog een voorstel gekregen tot herschikking van zijn ministeriële kabinet, maar dat had hij op dat moment geweigerd.
Op 8 februari nodigde de prins-regent Karel de socialist Achille Van Acker uit om een nieuwe regering te vormen. Van Acker was op dat moment nog een vrij onbekende politicus. Hij neemt Pierlots plaats in als hoofd van de regering. Hij wordt bijgestaan door Paul-Henri Spaak, de enige van de Londense bannelingen die zijn ministeriële functie in de regering heeft behouden. Dit kwam doordat hij de enige was die niet tegen de communistische deelname aan de regering was.

## Samenstelling
De regering bestond uit 18 ministers. Het Katholieke Blok had er 6, De BSP/PSB 5, de Liberale Partij 4 en de KPB/PCB 2. Daarnaast was er nog 1 expert in de regering.
| Ambtsbekleder           | Ambtsbekleder | Ambtsbekleder                          | Functie                                            | Partij                        |
| ----------------------- | ------------- | -------------------------------------- | -------------------------------------------------- | ----------------------------- |
|                         |               | Achiel Van Acker (1898-1975)           | Eerste Minister                                    | BSP-PSB                       |
| Minister Steenkoolwezen |               | Achiel Van Acker (1898-1975)           |                                                    | BSP-PSB                       |
|                         |               | Paul-Henri Spaak (1899-1972)           | Minister Buitenlandse Zaken en Buitenlandse Handel | PSB-BSP                       |
|                         |               | Charles du Bus de Warnaffe (1894-1965) | Minister Justitie                                  | Katholiek Blok                |
|                         |               | Adolphe Van Glabbeke (1904-1959)       | Minister Binnenlandse Zaken                        | Liberale Partij               |
|                         |               | Auguste Buisseret (1888-1965)          | Minister Openbaar Onderwijs                        | Liberale Partij               |
|                         |               | Louis Delvaux (1895-1976)              | Minister Landbouw                                  | Katholiek Blok                |
|                         |               | Herman Vos (1889-1952)                 | Minister Openbare Werken                           | BSP-PSB                       |
|                         |               | Gaston Eyskens (1905-1988)             | Minister Financiën                                 | Katholiek Blok                |
|                         |               | Léon-Eli Troclet (1902-1980)           | Minister Arbeid en Sociale Voorzorg                | PSB-BSP                       |
|                         |               | Ernest Rongvaux (1881-1964)            | Minister Verkeerswezen                             | extraparlementair (PSB-BSP)   |
|                         |               | Albert De Smaele (1901-1995)           | Minister Economische Zaken                         | extraparlementair             |
|                         |               | Léon Mundeleer (1885-1964)             | Minister Landsverdediging                          | Liberale Partij               |
|                         |               | Albert Marteaux (1886-1949)            | Minister Volksgezondheid                           | KPB-PCB                       |
|                         |               | Edgard De Bruyne (1898-1959)           | Minister Koloniën                                  | Katholiek Blok                |
|                         |               | Edmond Ronse (1889-1960)               | Minister Voorlichting                              | Katholiek Blok                |
|                         |               | Edgard Lalmand (1894-1965)             | Minister Ravitaillering                            | extraparlementair (KPB-PCB)   |
|                         |               | Henri Pauwels (1890-1946)              | Minister Oorlogsgetroffenen                        | extraparlementair (katholiek) |
|                         |               | Paul Kronacker (1897-1994)             | Lid van de Ministerraad                            | Liberale Partij               |

## Koningskwestie

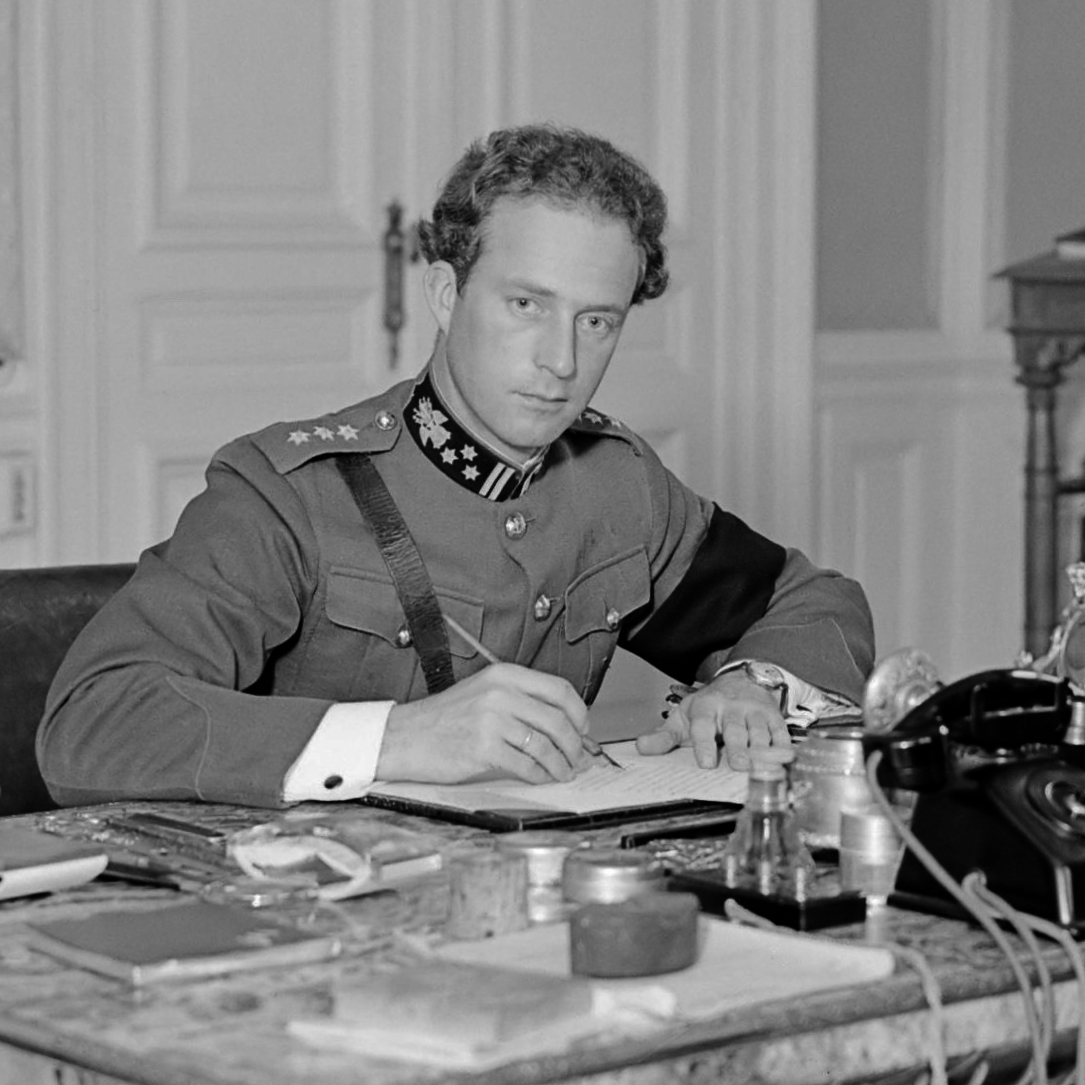
Koning Leopold III

Op 7 mei 1945 kondigde een bericht de bevrijding van koning Leopold III en zijn familie aan. Ze verlieten Oostenrijk en vestigden zich in Zwitserland in afwachting van hun terugkeer naar België, maar dit nieuws beviel niet iedereen binnen de politieke klasse, noch binnen een deel van de bevolking. Op dit moment startte de koningskwestie.
Vanaf 22 mei kwam alles in een stroomversnelling toen het partijbureau van de socialisten een motie aannam ten gunste van de troonsafstand van de Koning. Op 28 mei werd een grote bijeenkomst van socialisten, communisten en linkse liberalen gehouden. Hier eiste Max Buset de troonsafstand van de koning als de enige noodzakelijke voorwaarde voor gerechtigheid. Op 9 en 10 juni vond het nationaal congres van de Socialistische Partij plaats, waar Paul-Henri Spaak verslag deed van de huidige regering en erop aandrong dat er dringend een oplossing moest worden gevonden voor de koningskwestie.

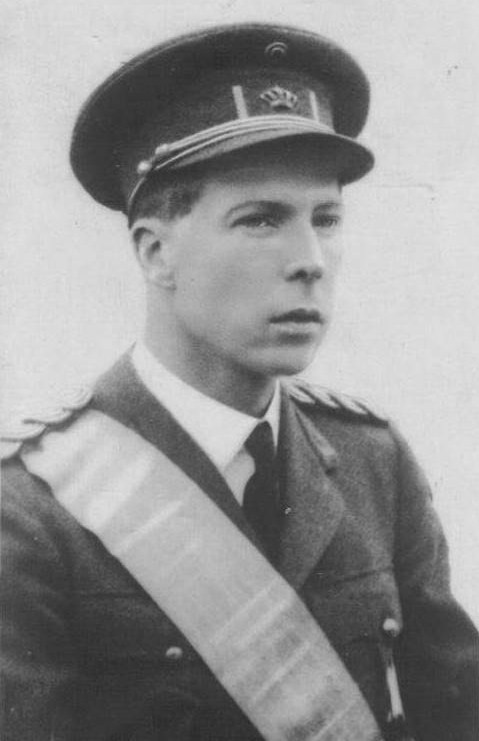
Prins-regent Karel van België

Doordat deze kwestie aan belang begon te winnen, ging de eerste minister op 14 en 15 juni bij de koning op bezoek. De koning vertrouwde hem zijn voornemen om terug te keren toe en gaf hem de taak om een nieuw ministerie te vormen. Op dit moment leek alles nog volgens plan te verlopen. De twee mannen hadden zelfs een terugkeerscenario uitgewerkt. Volgens hun plan zou de koning op maandag 18 juni terugkomen en de premier zou dan zijn ontslag en dat van zijn kabinet indienen. Op dinsdag 19 juni zou Van Acker zijn terugkeer op de radio aankondigen en de pers en de hoge Belgische en buitenlandse hoogwaardigheidsbekleders ontvangen. Op woensdag 20 juni zou de koning dan een toespraak houden voor het parlement. Deze toespraak zou vooraf voorgelezen en goedgekeurd zijn door de eerste minister.
Maar het geplande scenario liep heel anders dan verwacht. Op 15 juni keerde Van Acker terug naar Brussel, om de volgende dag een kabinetsvergadering te organiseren om de terugkeer van de koning te bespreken. Maar twee dagen later, op 17 juni, nam de premier wegens gebrek aan overeenstemming tussen de ministers ontslag bij de prins-regent Karel, die het ontslag niet aanvaardde. De koning kon nog niet terugkeren omdat de regering de volksonrust niet zou kunnen bedwingen.
Hierna riep Van Acker de koning op om een nieuwe regering te vormen voor zijn terugkeer. Hij wilde dit laten doen door Ganshof van der Meersch, eminent jurist (procureur-generaal), maar deze weigerde. Begin juli ging de premier voor een derde keer naar de koning om hem twee oplossingen aan te bieden. De eerste oplossing was troonsafstand. De tweede zou hem dwingen om deel te nemen aan een parlementair debat dat over twee zaken zou gaan: zijn houding tijdens een gesprek met Hitler en zijn houding tijdens zijn deportatie. De koning schreef hierna een brief om aan te kondigen dat hij niet naar het land zou terugkeren om de gemoederen te bedaren, maar dat hij zou wachten op een volksraadpleging over zijn terugkeer.
Op 17 juli belegde de premier een vergadering van de Kamer om de brief van de koning aan de regent voor te lezen. Aan het einde van de brief benadrukte hij dat het niet aan de koning alleen is om te bepalen wanneer hij regeert en wanneer hij dat niet doet. Toen besloot hij een wetsontwerp aan te nemen dat artikel 82 van de Grondwet interpreteert, waarbij hij benadrukte dat het aan de Kamers was om vast te stellen dat er inderdaad een einde was gekomen aan de onmogelijkheid om te regeren. Het wetsontwerp werd de volgende dag nog aangenomen in de Senaat en de wet werd op 19 juli gepubliceerd in het Belgisch Staatsblad. Deze wet kwam als een donderslag bij heldere hemel in de Katholieke Partij, die het onmiddellijke ontslag van de katholieke ministers uitlokte en tegelijkertijd de ondergang van de regering-Van Acker I uitlokte.